# Vilavella (Triacastela)
Vilavella (llamada oficialmente Santa María de Vilavella) es una parroquia y una aldea española del municipio de Triacastela, en la provincia de Lugo, Galicia.

## Organización territorial
La parroquia está formada por cinco entidades de población:
- Castiñeiro (O Castiñeiro)
- Fillobal
- Teixo (O Teixo)
- Vilar
- Vilavella

## Demografía

### Parroquia
| Gráfica de evolución demográfica de Vilavella (parroquia) entre 2000 y 2021 |
|                                                                             |
| Datos según el nomenclátor publicado por el INE.                            |

### Aldea
| Gráfica de evolución demográfica de Vilavella (aldea) entre 2000 y 2021 |
|                                                                         |
| Datos según el nomenclátor publicado por el INE.                        |